# Městská knihovna Břeclav
Městská knihovna Břeclav, příspěvková organizace je veřejná knihovna s univerzálním knihovním foncem, jejímž zřizovatelem je město Břeclav. Instituce poskytuje knihovnické, bibliografické a informační služby pro veřejnost. Jako pověřená knihovna zajišťuje také výkon regionálních funkcí pro 77 knihoven v břeclavském regionu. Byla založena již roku 1899 a jedná se tak o nejstarší kulturní instituci ve městě.

## Oddělení knihovny
- Oddělení pro dospělé
- Oddělení pro děti a mládež
- Oddělení ISS (informační a speciální služby)
- Zvuková knihovna

## Služby
- půjčování knih, časopisů, periodik, audioknih, e-knih, čteček, deskových her[2]
- kopírování, tisk, laminování, kroužková vazba
- meziknihovní výpůjční služba
- donáškové a specializované služby pro znevýhodněné občany
- možnost vracení knih do biblioboxu

### Vzdělávání a kultura
- přednášky, exkurze, literární besedy, knihovnické lekce
- VU3V, počítačové kurzy, kurzy trénování paměti
- akce pro děti, soutěže
- výstavy, filmová promítání, divadelní představení

## Pobočky
Městská knihovna Břeclav nabízí knihovnické služby nejen v hlavní budově, ale i ve 3 svých pobočkách:
- Charvátská Nová Ves, Lednická 80, Charvátská Nová Ves, Břeclav
- Poštorná, Třída 1. máje 39, Poštorná, Břeclav
- Stará Břeclav, Gen. Šimka 53, Břeclav